# Valhalla (luchadora)
Sarah Rowe (de soltera Bridges; Louisville, Kentucky; 10 de septiembre de 1993) es una luchadora profesional estadounidense. Es conocida por haber trabajado para la empresa WWE, donde se presentó bajo los nombres de Sarah Logan y Valhalla.
En su primera etapa con la compañía, fue una de las luchadoras que conformó el equipo, The Riott Squad. Dentro de su carrera en el circuito independiente, utilizó el nombre de Crazy Mary Dobson.

## Primeros años
Sarah Bridges nació el 10 de septiembre de 1993 en Louisville, Kentucky, Estados Unidos. Asistió a la secundaria Jeffersonville High School en Jeffersonville, Indiana.

## Carrera

### Circuito Independiente (2011-2016)
Crazy Mary Dobson comenzó su carrera como luchadora en 2011, teniendo su primera lucha contra Mickie Knuckles, la cual se disputó en la promoción de la Costa Este de la Asociación de Lucha Libre Independiente. También colocó a Viper en un combate de diez hombres en APWA en su primera aparición. Dobson entonces lucharía para las varias organizaciones independientes de la lucha a través de los Estados Unidos incluyendo D1W, WCCW, APWA, UWF, lucha de campeonato insana, WxW, Juggalo Championship Wrestling, SHIMMER, (ROH) y varios otros.

### WWE (2014–2020)

#### Apariciones esporádicas (2014-2015)
Bridges haría varias apariciones para en WWE entre 2014 y 2016, teniendo diferentes personajes. Su primera aparición ocurrió el 1 de septiembre de 2014 en Raw como maquilladora de The Miz, y en noviembre del mismo año personificaría a una gerente de comida que le daría órdenes a Kane. En 2015, intervendría como extra siendo una de las espectadoras de un comercial que The Miz y Damien Mizdow presentaron. También figuró en múltiples ocasiones como Rosebud para el luchador Adam Rose. Bridges entonces debutaría en WWE NXT como una luchadora bajo el nombre del ring de Sarah Dobson, en la edición del 29 de abril de 2015 en un House Show de NXT hizo un esfuerzo grande para perder ante Becky Lynch. Dobson continuaría haciendo apariciones esporádicas en NXT contra Bayley y Alexa Bliss.

#### NXT (2016-2017)
El 19 de octubre de 2016, WWE.com anunció que Bridges estaba entre los firmantes de contratos de desarrollo y que estarían entrenando en el WWE Performance Center. El 17 de noviembre, Bridges hizo su en NXT debut en el WrestleMania 33 Ticket Party, derrotando a Lacey Evans, en algunas otras grabaciones de NXT enfrentó a Billie Kay y Peyton Royce en un papel Face, pero salió derrotada en todos los encuentros.
Fue confirmada como una de las 32 concursantes del Mae Young Classic, sin embargo fue eliminada en la primera fase del torneo por Mia Yim.

#### The Riott Squad (2017-2019)
Logan debutó en el roster principal el 21 de noviembre de 2017 como Heel, junto a Ruby Riott y Liv Morgan, atacando a Becky Lynch, Naomi, Charlotte Flair y Natalya. En la siguiente semana las tres ahora conocidas como The Riott Squad, consiguen su primera victoria derrotando a Flair, Naomi y Natalya en una lucha por equipos. Durante las siguientes semanas continuaron su feudo con Flair, Naomi y Becky Lynch. 

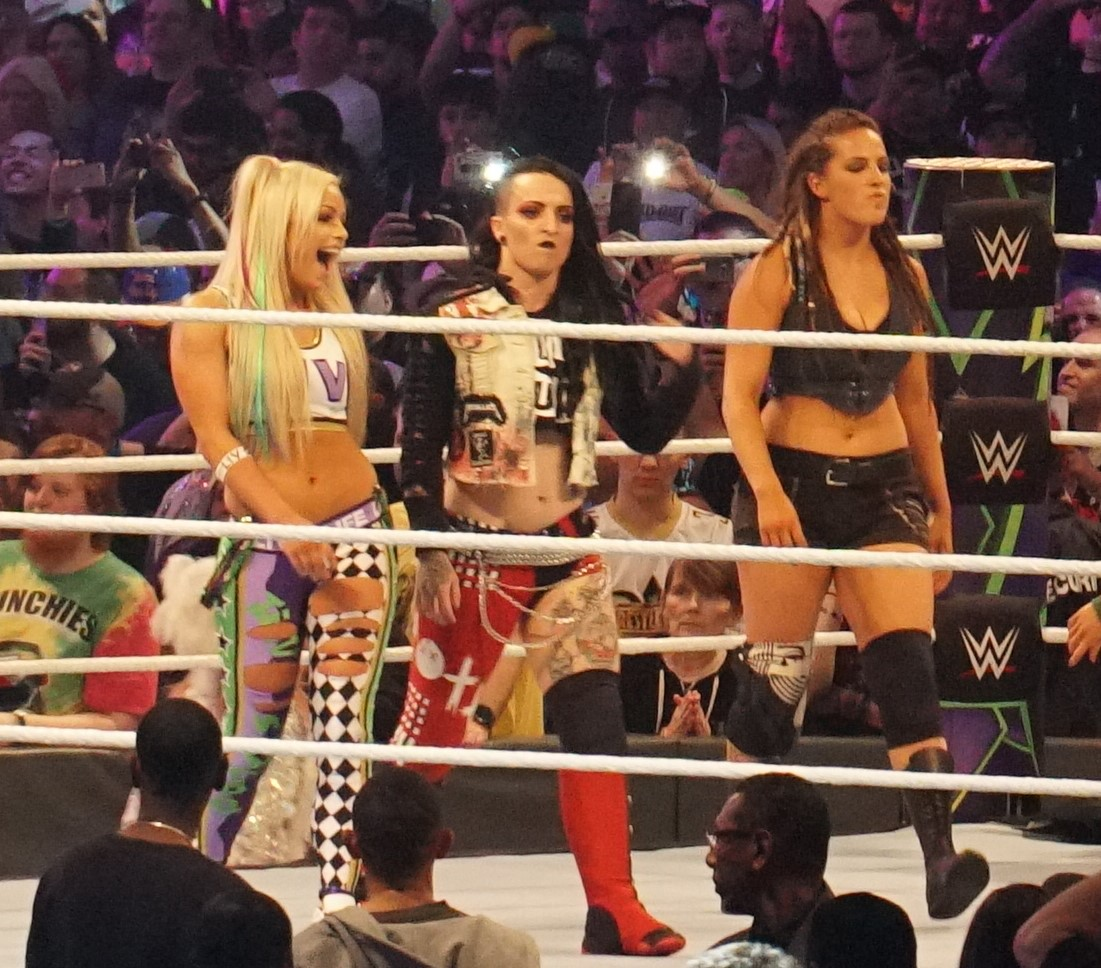
El Riott Squad. De izquierda a derecha: Liv Morgan, Ruby Riott y Logan en WrestleMania 34, 2018.

El 28 de enero formó parte del primer Royal Rumble femenino en la historia de WWE, entrando como la #3, sin embargo terminó siendo eliminada por Molly Holly. Tras esto, Morgan y Logan acompañaron a Riott en su feudo titular contra Charlotte, así como en Fastlane en su combate por el Campeonato Femenino de SmackDown donde interfirieron a favor de ella. En WrestleMania 34 participó en el primer WrestleMania Women's Battle Royal, pero fue eliminada por Bayley y Sasha Banks. En el Superstars Shake-Up 2018, The Riott Squad fue llevado a Raw. El 16 de abril, Logan junto con Morgan y Riott hicieron su debut en Raw atacando a Bayley y Sasha Banks.  El 16 de julio en Raw, durante la ausencia de su líder Ruby Riott (debido su lesión), Sarah obtuvo su primera victoria en forma individual en WWE con una victoria sobre Ember Moon luego de una distracción de Liv Morgan. Sarah también debutó su nuevo personaje vikingo, usando pintura de guerra y con el equipo de comentaristas haciendo varias referencias a ella "descubriendo su herencia vikinga". En agosto comenzaron un feudo con Boss 'N Hugg Connection (Sasha Banks y Bayley), llevadolas a enfrentarse constantemente. También iniciarian un feudo con The Bella Twins (Brie y Nikki Bella) a finales de agosto, quienes hacían su regreso. El 6 de octubre en Super Show-Down, The Riott Squad fue derrotado por The Bella Twins y Ronda Rousey. Al igual que el 8 de octubre en la revancha, terminando así su feudo. Poco después, comenzarían a meterse con Natalya. Esto las llevó a un combate en Evolution, donde The Riott Squad fue derrotado por Natalya, Sasha Banks y Bayley. Su feudo con Natalya daría por concluido en diciembre, cuando Ruby fue derrotada por ella en TLC, en compañía de Morgan y Logan.
En Royal Rumble participó en el Women's Royal Rumble Match entrando como la #12, pero fue eliminada por Natalya y Kairi Sane. El 28 de enero, Liv Morgan y Logan derrotaron a Natalya y Dana Brooke, clasificándose al combate por los inagurales Campeonatos Femeninos en Parejas. En Elimination Chamber participaron en la Elimination Chamber Match por dichos títulos, pero no lograron ganarlos al ser eliminadas por Tamina. En febrero y marzo, acompañaron a Ruby Riott en su feudo con Ronda Rousey. En WrestleMania 35 participó en el WrestleMania Women's Battle Royal, siendo la última eliminada por Carmella. 
El Riott Squad se disolvió oficialmente durante el Superstar Shake-Up, Liv fue enviada a SmackDown Live! mientras que Logan y Riott permanecerian en Raw, sin embargo, esta última se sometiera a dos cirugías por lesión.

#### Carrera individual (2019-2020)
Logan no estaría en un rol estable desde la separación del escuadrón, participando casi exclusivamente en WWE Main Event donde tuvo un breve feudo con Dana Brooke, perdiendo la mayoría de los encuentros. En noviembre, Sarah fue anunciada como uno de los miembros del Team Raw para Survivor Series, sin embargo, fue eliminada por Bianca Belair que era miembro del Team NXT, mismo que fue el eventual ganador de la lucha.
A principios de 2020, tuvo un breve feudo con Charlotte Flair, mismo que culminó con su derrota  en luchas individuales y eliminación del Royal Rumble. Los siguientes meses tuvo algunas luchas en Main Event contra Natalya y Deonna Purrazzo, perdiendo en su mayoría. En marzo tendría una breve participación en el feudo entre sus excompañeras Liv Morgan y Ruby Riott, atacandolas después de su lucha individual en donde ella ejerció de árbitro. El 8 de marzo participó en el evento estelar de la noche en una Elimination Chamber en el PPV homónimo, la lucha definió a la retadora de Becky Lynch, sin embargo, no logró ganar al ser eliminada por Shayna Baszler. El 13 de abril en Raw, se transmitió su última lucha en WWE, siendo derrotada por la misma Baszler.
El 15 de abril, Sarah fue liberada de su contrato con WWE después de cuatro años de trabajar para la empresa, al poco tiempo WWE reveló que debido al COVID-19, se verían forzados a despedir a varios talentos como medida de ahorro.

### Control Your Narrative (2022)
En CYN The Awakening: Detroit el 14 de mayo de 2022, Rowe derrotó a Amber O'Neal en su primer combate femenino en CYN.

### Regreso a WWE (2022-2025)
El 29 de enero de 2022, retomando el personaje de Sarah Logan, hizo una aparición sorpresa en Royal Rumble siendo la competidora número 25 en entrar al combate. En el mismo se reunió brevemente con su excompañera de equipo Liv Morgan, y duró solamente 43 segundos antes de ser eliminada por The Bella Twins (Nikki y Brie Bella).
Desde agosto comenzó a aparecer en algunos videos promocionales junto a The Viking Raiders, y finalmente debutaría con ellos y regresaría oficialmente a WWE en el episodio del 11 de noviembre de SmackDown. A su regreso oficial, su nombre fue cambiado al de Valhalla. Como parte del Draft 2023, Valhalla, junto a Erik e Ivar, fueron trasladados a la marca Raw. En junio de 2025, el contrato de Rowe no fue renovando, finalizando así su segunda etapa en WWE.

## Vida personal
El 29 de marzo de 2011, Bridges estuvo involucrada en un accidente automovilístico después de que un CSX train impactara en su Chevy cupé blanco en la Ruta 62 en Kentucky donde fue trasladada en avión al hospital en Louisville.
El 21 de diciembre de 2018, contrajo matrimonio con el luchador profesional Raymond Rowe. El 6 de julio de 2020 junto Raymond, anunció su embarazo. El 9 de febrero de 2021 Logan y Raymond Rowe, dieron la bienvenida a su hijo Raymond Cash Rowe. El 25 de abril de 2024, dio a conocer que ella y su esposo se encontraban esperando a su segundo bebe.

## Campeonatos y logros
- American Pro Wrestling Alliance
  - APWA World Ladies Championship (1 vez)

- Juggalo Championship Wrestling
  - JCW Tag Team Championship (1 vez) - con Mad Man Pondo

- Resistance Pro Wrestling
  - Samuel J. Thompson Memorial Women's Tournament (2015)
  - RPW Women's Championship (1 vez)

- Pro Wrestling Illustrated
  - Situada en el Nº46 en los PWI Female 50 de 2014[13]
  - Situada en el Nº46 en los PWI Female 50 de 2015[14]
  - Situada en el Nº41 en los PWI Female 50 de 2016[15]
  - Situada en el Nº33 en el PWI Female 100 en 2018.
  - Situada en el Nº51 en el PWI Female 100 en 2019.